# Kenitra Athletic Club
O Kenitra Athletic Club é um clube de futebol com sede em Kenitra, Marrocos, suas cores são o verde e o branco, que lhe dá a alcunha de Les Verts. A equipe compete no terceiro escalão do futebol marroquino (Botola III).

## História
O clube foi fundado em 1938.

## Títulos
| NACIONAIS | NACIONAIS     | NACIONAIS | NACIONAIS              |
|           | Competição    | Títulos   | Temporadas             |
| --------- | ------------- | --------- | ---------------------- |
| Marrocos  | Botola Pro 1  | 4         | 1960, 1973, 1981, 1982 |
| Marrocos  | Taça do Trono | 1         | 1961                   |
| Marrocos  | Botola 2      | 2         | 1976, 2002             |

### Campanhas de destaque
- Vice-campeão do Campeonato Marroquino de Futebol: 1979, 1985
- Vice-campeão da Taça do Trono:

1969, 1976, 1991
- Vice-campeão do Botola 2: 2007
- Vice-campeão da Liga dos Campeões Árabes:

1984